# 西鉄バス北九州・小倉自動車営業所

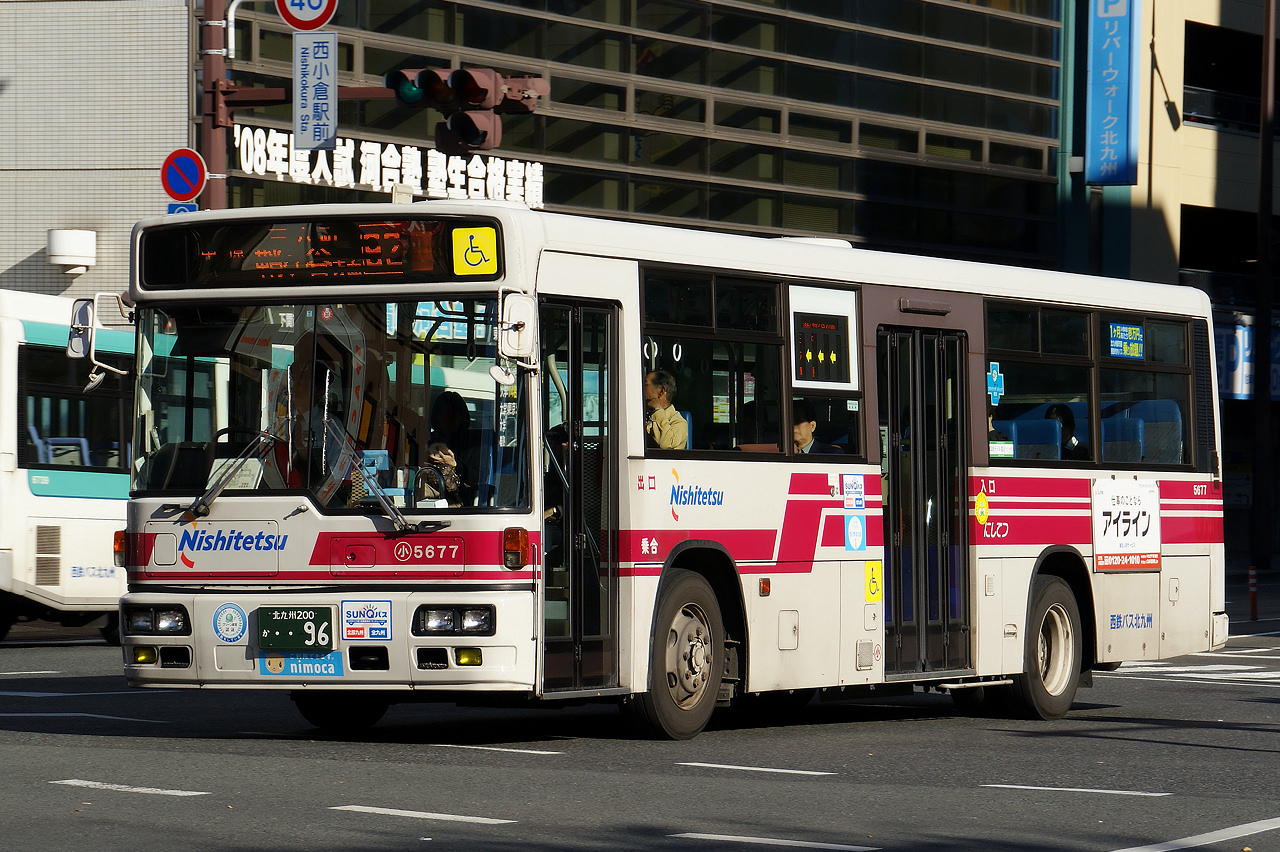
一般路線バス

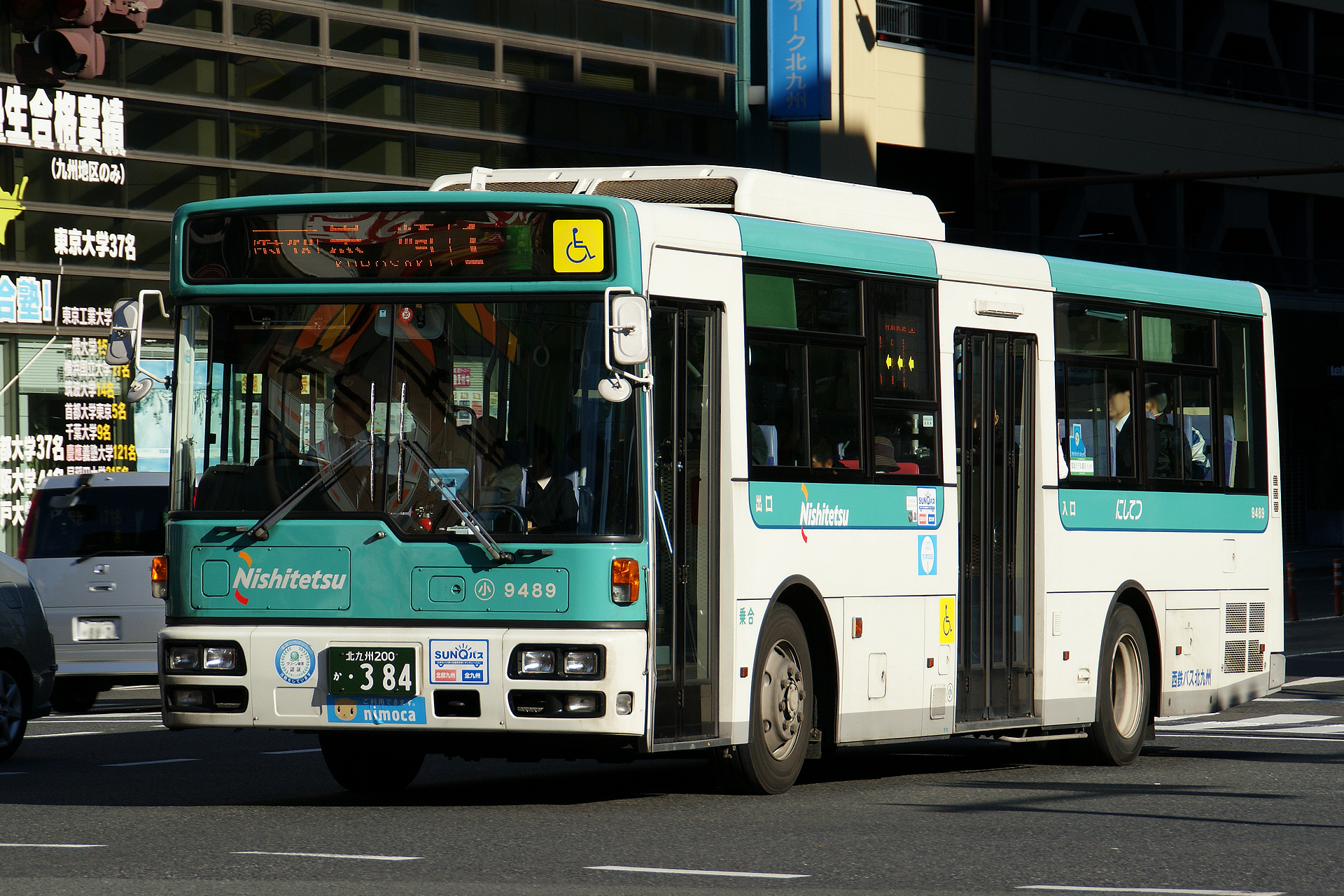
電車代替バス

小倉自動車営業所（こくらじどうしゃえいぎょうしょ）は、福岡県北九州市小倉北区砂津一丁目にある西鉄バス北九州のバス営業所の一つ。
西鉄バス北九州本社及び北九州高速自動車営業所に併設されており、「砂津バスセンター」として大多数の路線の起終点となっている。

## 管轄路線
2023年10月1日現在の路線（太字は終点・始発停留所）

### 小倉 - 黒崎・折尾線

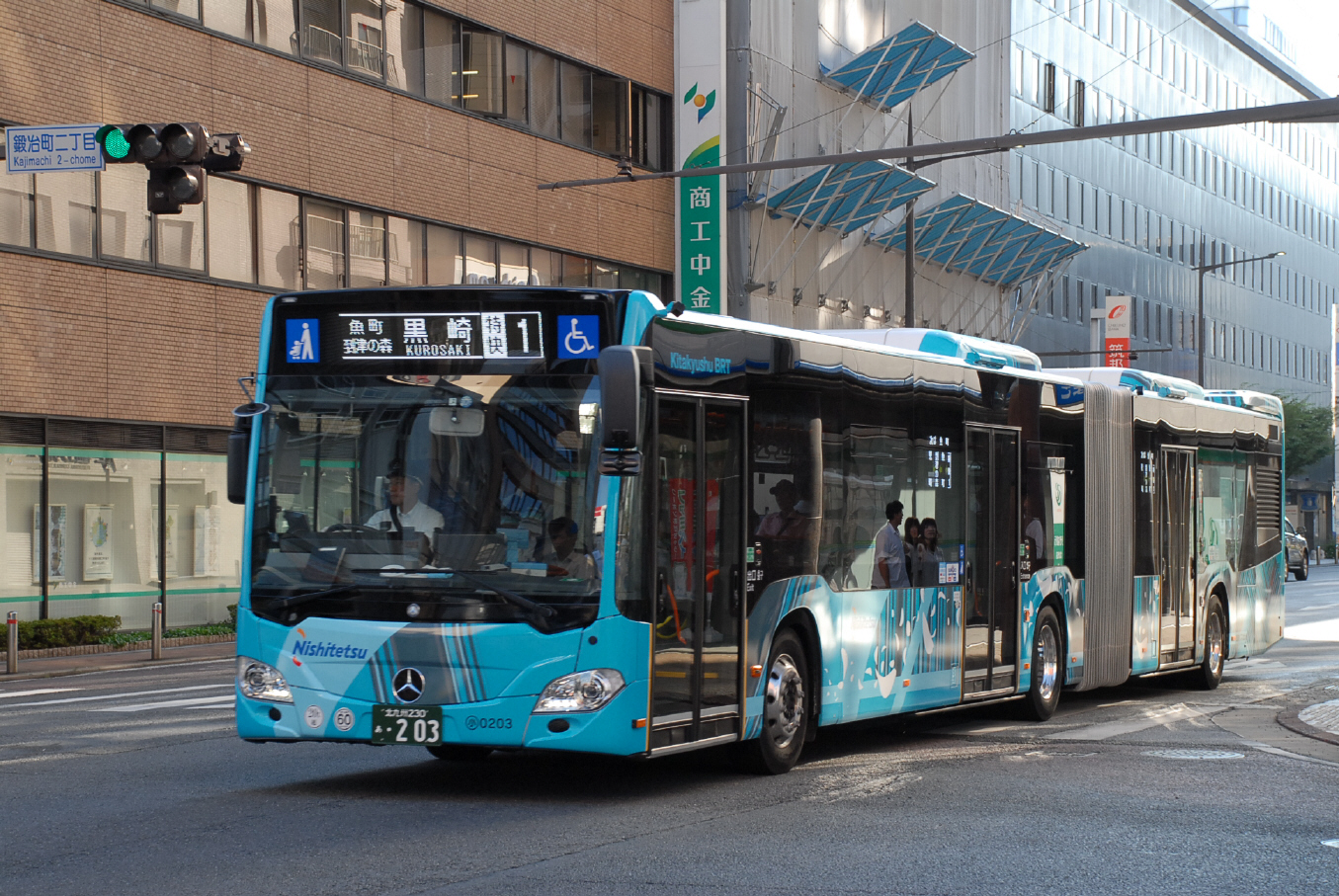
特別快速1番
Kitakyushu BRT

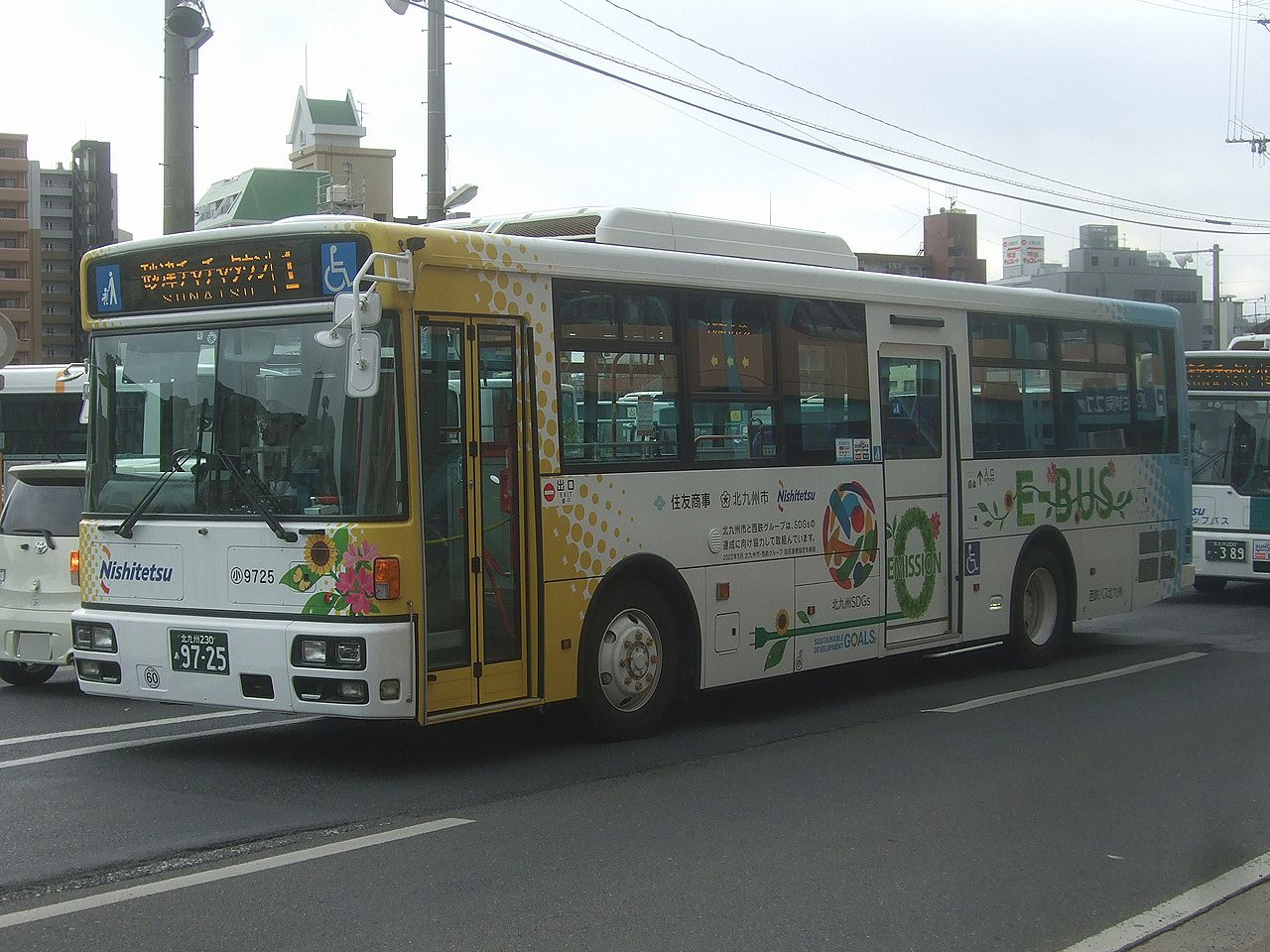
1番
2022年に船橋新京成バスの中古車を改造した電気バス「レトロフィット」

全便がワンステップ車・ノンステップ車を使用する。
- □■ 1・特別快速1（特別快速は砂津～黒崎間下記停留所に停車）
  - 砂津 - 小倉駅入口 - 魚町 - 室町・リバーウォーク - 西小倉駅前 - 金田二丁目 - 金田陸橋西 - 下到津 - 到津三叉路 - 到津の森公園前 - 七条 - 荒生田公園下 - 大蔵 - 八幡東区役所下 - 中央二丁目 - 春の町 ‐ 八幡駅入口第一 - 陣山 - （→黒崎駅前→） - 西鉄黒崎バスセンター - 皇后崎（西鉄八幡営業所入口） - 陣の原 - 折尾警察署 - 折尾駅
- 無番(黒崎行) / 1(折尾行)
  - 西鉄黒崎バスセンター - 皇后崎（西鉄八幡営業所入口） - 陣の原 - 折尾警察署 - 折尾駅
    - 1992年に砂津 - 黒崎駅前間が廃止された西鉄北九州線（北九州本線）代替路線で、西鉄バス北九州における基幹路線。八幡営業所と共同運行。
    - 2016年10月1日より折尾駅系統のルートが一部変更となり、新たに東本陣橋に停車するようになった。
    - 本路線には通常塗装車のほかに、クリーム地に緑のツートンカラーの専用車両が用いられる。路線新設時の車両は西鉄の整備事業部門（現在の西鉄エム・テックの前身）が手がけた、日産ディーゼル（現：UDトラックス）の中型ワンステップバス日産ディーゼル・スペースランナーJMのシャシーを10.5mに延ばした本路線オリジナルモデルの超低床バスで[1]、のちのスペースランナーJP（いわゆる「中型ロング」）の先駆的モデルとなった。なお、専用塗装車については白地の新塗装への塗り替え・置き換えが進んでおり、数を減らしつつある。
    - 特別快速は砂津 - 西鉄黒崎バスセンター間では上記停留所のみ停車する。西鉄黒崎バスセンター - 折尾駅間は各停留所に停車する（この区間、折尾駅行きは普通1番として運行）。日中20分間隔（1時間3本）の運行。2008年11月1日より一時的に日祝日は休止。また前日まで西小倉駅前 - 下到津間のルートが異なっていた（金田二丁目の代わりに金田（西日本新聞北九州支社前）に停車）。2016年3月26日より新たに陣山に停車するようになった。2017年9月1日のダイヤ改正で日祝日の運行を再開するとともに、折尾駅発着便が新設されたが、2021年3月13日改正で黒崎発着に戻された。
    - 2019年7月22日より特快１番砂津～西鉄黒崎バスセンター間において一部の便で「Kitakyushu BRT」として連節バスが運行される事になった[2]。停車停留所は通常の特別快速１番と同一。2020年8月1日より連節バスがこれまでの曜日関係なく1日7往復から平日・土曜が22往復、日祝が24往復と大幅に増便された。それに伴い、停車停留所に金田陸橋西・到津三叉路・荒生田公園下・八幡東区役所下・春の町が追加された。[3]
    - 2021年10月26日よりクロサキメイト跡地解体に伴い、黒崎駅前バス停の乗降取扱を休止している。同年11月29日より折尾向きのみ再開された。
    - 2023年1月28日ダイヤ改正で黒崎バスセンター～折尾駅間の区間運行を新設。折尾駅発黒崎バスセンター行きは砂津行きとの混合を避けるためか、無番とされている。
- □■ 99
  - 砂津 - 小倉駅新幹線口 - ゴルフウエスポ前 - 中央卸売市場

砂津から国道199号経由で西港地区を結ぶ。西港地区への通勤路線のため本数は朝夕に限られる。中央卸売市場で折り返しがない場合はそのまま砂津へ回送される（夕方の中央卸売市場発は砂津から回送）。2010年3月31日までは「小倉（199）戸畑線」の一部であったが、同線が経営不振による西鉄グループの路線再編によって廃止されたのに伴い、「小倉 - 黒崎・折尾線」の所属に変更された。小倉営業所の単独運行であり、八幡営業所は担当しない。

### 鞘ヶ谷 - 大谷池線
- □■ 7（砂津 - 金田陸橋西 - 三六町） / ■■ 92（三六町 - 中原 - 大谷池）
  - 砂津 - 小倉駅入口 - 魚町 - 西小倉駅前 - 金田二丁目 - 金田陸橋西 - 下到津 - 到津の森公園前 - 上到津 - 七条 - 鞘ヶ谷社宅前 - 天籟寺 - 三六町 - 工大前 - 中原 - 小倉高校下 - 大門 - 西小倉駅前 - 魚町 - 小倉駅入口 - 砂津 - 附属小学校前 - 富野小学校前 - 大谷池
- □■ 7（七条→製鉄飛幡門は40）
  - 砂津 - 小倉駅入口 - 魚町 - 西小倉駅前 - 金田二丁目 - 金田陸橋西 - 下到津 - 到津の森公園前 - 上到津 - 七条 - 鞘ヶ谷社宅前 - 天籟寺 - 戸畑区役所 - 浅生通り - 戸畑駅 - 製鉄飛幡門
- □■ 7M（北九州市立美術館→製鉄飛幡門は40、北九州市立美術館→砂津は7）
  - 砂津 - 小倉駅入口 - 魚町 - 西小倉駅前 - 金田二丁目 - 金田陸橋西 - 下到津 - 到津の森公園前 - 上到津 - 七条 - 北九州市立美術館 - 鞘ヶ谷社宅前 - 天籟寺 - 戸畑区役所 - 浅生通り - 戸畑駅 - 製鉄飛幡門
    - 小倉 - 鞘ヶ谷を結ぶ循環路線。日中は小倉 - 鞘ヶ谷循環（7⇔92）と製鉄飛幡門発着と合わせて30分間隔。朝晩にのみ92番大谷池発着がある。
    - 日中の製鉄飛幡門発着は7Mとして北九州市立美術館を経由する。新設当時は北九州市立美術館では7番となっていた（手前の停留所を発車すると行先番号を切り替え）が、2023年1月28日ダイヤ改正からは北九州市立美術館でも7Mで到着し、発車後に方向に応じて行先番号を切り替えている。

### 霧丘 - 小倉駅線
- □■ 8
  - 小倉駅バスセンター - 平和通り - 三萩野 - 北九州市民球場 - 黒原一丁目 - 霧丘三丁目

小倉駅と三萩野・北九州市民球場・黒原を経て、霧丘三丁目を結ぶ系統。北九州市民球場・メディアドーム・小倉競輪場へのアクセスとしても利用されている。過去は浅野→青葉車庫も発着していたが、2022年1月29日ダイヤ改正で全便小倉駅バスセンター発着となった。一部はまた、黒原から分岐して広寿山・大谷池を結ぶ9番を廃止した。2022年3月12日ダイヤ改正で青葉営業所が閉鎖に伴い、小倉営業所に移管された。小倉駅バスセンター到着後はそのまま霧丘三丁目行きとして折り返すが、入庫や乗務員休憩がある場合は砂津まで回送される。

### 小倉 - 黒崎線
八幡営業所との共同運行。一部の便は中型車で運行する（主に43番）。
- □■ 22
  - 砂津 - （←米町←/→浅香通り→） - 小倉駅バスセンター - 平和通り - 三萩野 - 木町 - 南小倉駅前 - 歯大前 - 到津の森公園前 - 上到津 - 七条 - 荒生田公園下 - 大蔵 - 中央二丁目 - 八幡駅入口第一 - 桃園 - （→黒崎駅前→） - 西鉄黒崎バスセンター

小倉 - 黒崎間を三萩野、到津、中央町経由で結ぶ路線。2021年10月26日よりクロサキメイト跡地解体に伴い、黒崎駅前バス停の乗降取扱を休止している。同年11月29日より黒崎行きのみ再開された。平日ダイヤに香月営業所の間合い運行がある。
- □■ 23
  - 砂津 - （←米町←/→浅香通り→） - 小倉駅バスセンター - 平和通り - 三萩野 - 木町 - 南小倉駅前 - 歯大前 - 到津の森公園前 - 上到津 - 七条 - 荒生田公園下 - 大蔵 - 中央三丁目 - （←イオンモール八幡東←） - スペースワールド駅 - ジアウトレット北九州
- □■ 26
  - 砂津 - （←米町←/→浅香通り→） - 小倉駅バスセンター - 平和通り - 三萩野 - 木町 - 南小倉駅前 - 歯大前 - 到津の森公園前 - 北九州パレス前
    - 23番・26番とも2015年3月14日より運行。
    - 23番は2022年4月26日にスペースワールド駅から同日開業したTHE OUTLET KITAKYUSHU(ジアウトレット北九州)へ延伸。[4]

- □■ 43
  - 砂津 - （←米町←/→浅香通り→） - 小倉駅バスセンター - 平和通り - 三萩野 - 木町 - 南小倉駅前 - 歯大前 - 到津の森公園前 - 槻田 - 七条 - スピナラソリエ高見店前
    - 小倉駅と三萩野・歯大前・槻田を経て、七条地区（スピナラソリエ高見店前）を結ぶ系統。過去は浅野→青葉車庫（43番の一部は小倉記念病院）で発着していたが、2022年1月29日ダイヤ改正で全便小倉駅バスセンター発着となった。また、それまで「青葉 - 黒崎線」を名乗っていた路線名を「槻田線」と改めた。
    - 2022年3月12日ダイヤ改正で青葉営業所が閉鎖に伴い、小倉営業所に移管された。同時に全便が大型車での運行となった（青葉営業所当時は大型車と中型車を使用）が、同年9月23日ダイヤ改正で中型車の運用が復活している。
    - 2023年10月1日ダイヤ改正で小倉側の発着地が砂津に改められ、八幡駅発着が廃止、運用は小倉 - 黒崎線に統合され、八幡営業所との共同運行になった。
    - 22番と同じく、平日ダイヤに香月営業所の間合い運行がある。なお、派生系統である143番は香月営業所が担当。

- □■ 46
  - 砂津 - （←米町←/→浅香通り→） - 小倉駅バスセンター - 平和通り - 三萩野 - 木町 - 南小倉駅前 - 歯大前 - 到津の森公園前 - 槻田 - 山路ランプ入口 - 八幡高校前 - 八幡東ニュータウン第一
    - 上記43番から分岐して、八幡東ニュータウンを結ぶ系統。2015年3月14日より運行。朝に砂津行き数本と、夕方以降は43番に代わって運行される。この系統も小倉側の発着地が青葉車庫→小倉駅バスセンター→砂津へと変遷している。全便、小倉営業所が担当する。
    - 八幡高校前 - 八幡東ニュータウン第一間は、46番を運行しない時間帯はスピナラソリエ高見店前発着の55番が運行される。
- □ 無番（下記停留所に停車）
  - 七条→八幡高校前
    - 八幡高校前到着後は八幡東ニュータウン第一へ回送し、46番砂津行きとなる。なお、日祝日は運行しない。七条→八幡高校間のみ八幡営業所と共管。黒崎発便は八幡営業所のみ担当する。

### 黒崎・戸畑 - 砂津線
西鉄北九州線（戸畑線・枝光線）の廃止に伴う代替バスを発祥とする路線である。かつては旧戸畑線の路線敷を舗装したバス専用道を走行していたが、老朽化に伴い一般道に転換され、現在はそちらを走行している。八幡営業所との共同運行。
- □■ 71（幸町→砂津は91）
  - 砂津 - 小倉駅入口 - 魚町 - 西小倉駅前 - 大門 - 小倉高校下 - 中井口 - 三六 - 幸町 - 大橋通り → 若松駅
    - 2022年1月29日改正で、70番から71番へ改番された。門司営業所所管の路線（田野浦 - 門司 - 砂津 - 戸畑）と路線番号・一部区間が重複していたのは、かつて田野浦 - 門司 - 砂津 - 若松の直通運転をしていた名残である。
    - 過去には向洋中学校前発着もあり本数が少なく小倉のみ担当していたが、2017年3月24日を以って廃止された[5]。

- □■ 90（戸畑駅→黒崎は91）
  - 若松駅 ← 大橋通り - 幸町 - 戸畑駅 - 沖台通り - 枝光 - 中央三丁目 - 中央二丁目 - 八幡駅入口第一 - 祇園三丁目 - 久喜町 - 熊手四ツ角 - 西鉄黒崎バスセンター
    - 2022年1月29日より運行。かつて日中以降の91番の戸畑駅～西鉄黒崎バスセンターの区間便が、90番として若松駅まで延伸された。

- □■ 91
  - 砂津 - 小倉駅入口 - 魚町 - 西小倉駅前 - 大門 - 小倉高校下 - 中井口- 三六 - 幸町 - 浅生通り - 戸畑駅 - 沖台通り - 枝光 - 中央三丁目 - 中央二丁目 - 八幡駅入口第一 - 祇園三丁目 - 久喜町 - 熊手四ツ角 - 西鉄黒崎バスセンター
    - 2016年3月26日のダイヤ改正までは、小倉 - 戸畑 - 黒崎間を運行する路線は3系統（91・97・98）あったが、この改正で97番が廃止・98番が短縮、小倉（中原）戸畑線に組み込まれ、この系統のみとなった[6]。
    - 2020年3月14日改正で朝以外の便は戸畑駅で分断されたが、2022年1月29日改正で再び終日小倉地区から枝光、黒崎までの直通便に戻った。

### 小倉 (井堀) 戸畑線
- □■ 25

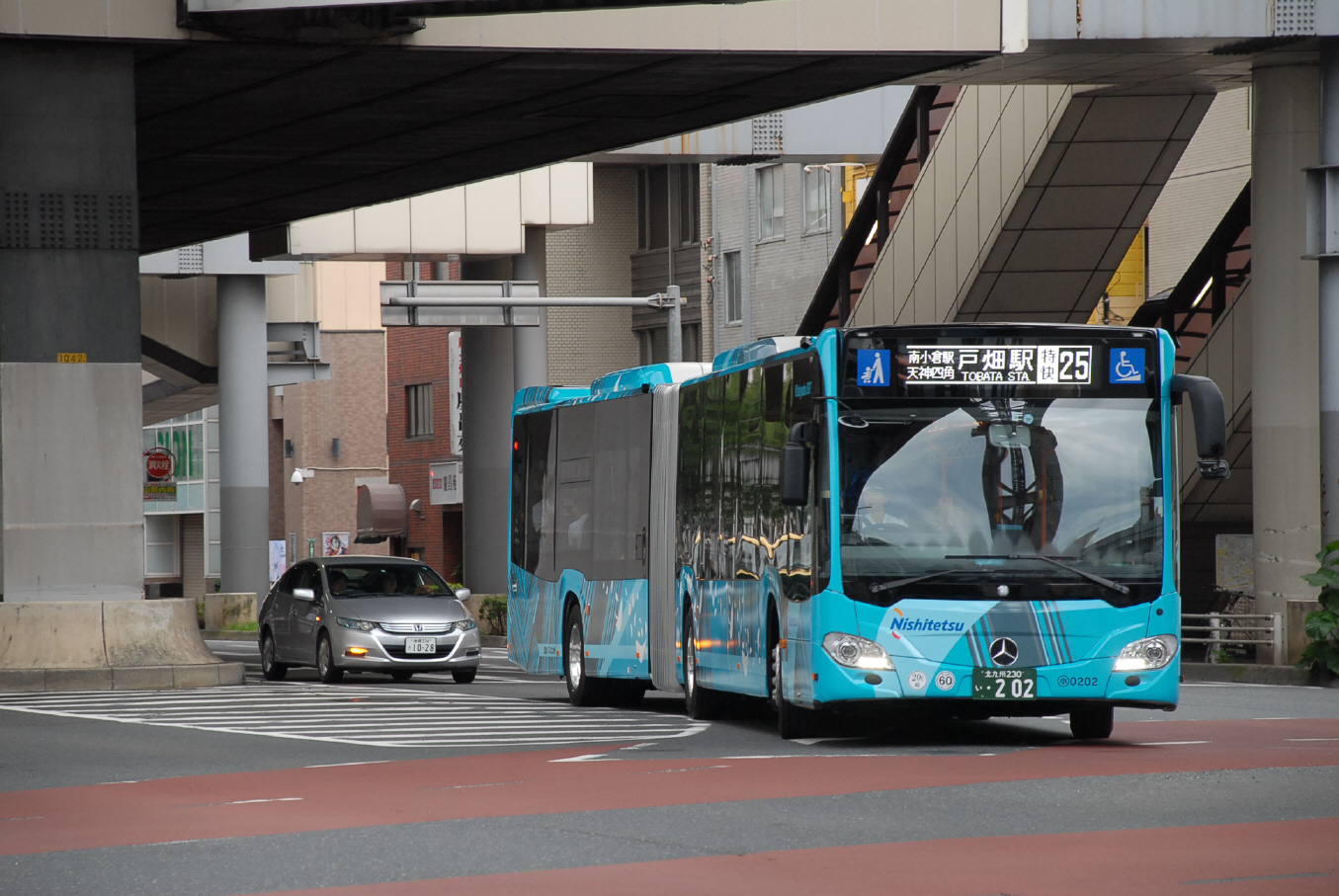
特快２５　連節バス

  - 砂津 - 小倉駅バスセンター - 平和通り - 三萩野 - 木町 - 南小倉駅前 - 一枝入口 - 明治学園前 - 戸畑区役所 - 浅生通り - 浅生市場前 - 戸畑駅

砂津 - 戸畑駅間を三萩野、南小倉駅、一枝経由で結ぶ路線。
朝・夕には戸畑駅 - 三萩野の区間便も運行されている。
- □■ 25 特別快速（下記停留所に停車）
  - 砂津 - 小倉駅バスセンター - 香春口 - 三萩野 - 南小倉駅前 - 東筑紫短大 - 小倉北特別支援学校 - 西南女学院下 - 明治学園前 - 天神四角 - 戸畑駅
    - 2019年7月22日運行開始[2]。朝1往復と、平日のみ夕方1往復が運行される。小倉 - 黒崎・折尾線用の連節バスを使用する。

### 黒原 - 戸畑線
以下は当営業所の運行範囲のみ記載する。その他の系統については弥生が丘営業所の頁を参照されたい。
- ■■ 27
  - 霧丘三丁目 - 黒原一丁目 - 明和町 - 砂津 - 小倉駅バスセンター - 平和通り - 北九州市役所前 - 小倉北区役所前 - ソレイユホール・ムーブ前 - 大手町西 - 木町 - 南小倉駅前 - 一枝入口 - 明治学園前 - 戸畑区役所 - 浅生通り - 浅生市場前 - 戸畑駅 - 幸町 - 製鉄飛幡門

- ■■ 28
  - 霧丘三丁目 - 黒原一丁目 - 明和町 - 砂津 - 小倉駅バスセンター - 平和通り - 北九州市役所前 - 金田 - 金田一丁目 - 原町一丁目 - 木町 - 南小倉駅前 - 一枝入口 - 明治学園前 - 戸畑区役所 - 浅生通り - 浅生市場前 - 戸畑駅 - 幸町 - 製鉄飛幡門
    - 戸畑営業所と弥生が丘営業所と共管。砂津発着も少数ある。
    - 2017年3月のダイヤ改正で、霧丘三丁目以遠の便を27番へ振り替えた[5]。
    - 2022年3月12日のダイヤ改正で、戸畑駅発着が設定された。

### 小倉（中原）戸畑線
- ■■ 92（魚町→戸畑駅、戸畑駅→戸畑区役所は5）
  - 大谷池 - 附属小学校前 - 砂津 - 魚町 - 大門 - 小倉高校下 - 中原 - 三六町 - 新池 ‐ 戸畑区役所 - 戸畑駅
    - 2023年1月28日ダイヤ改正で製鉄飛幡門発着が戸畑駅発着に変更。戸畑駅→砂津の区間運行を新設した。（逆の砂津発は93番）
- ■■ 93（魚町→戸畑駅、戸畑駅→戸畑区役所は5）
  - サンリブシティ小倉 - 湯川中学校前 - 湯川新町三丁目 - 安部山入口 - 霧丘三丁目 - 黒原一丁目 - 広寿山 - 附属小学校前 - 砂津 - 小倉駅入口 - 魚町 - 西小倉駅前 - 大門 - 小倉高校下 - 中原 - 工大前 - 三六町 - 幸町 - 製鉄飛幡門
  - サンリブシティ小倉 - 湯川中学校前 - 湯川新町三丁目 - 安部山入口 - 霧丘三丁目 - 黒原一丁目 - 広寿山 - 附属小学校前 - 砂津 - 小倉駅入口 - 魚町 - 西小倉駅前 - 大門 - 小倉高校下 - 中原 - 工大前 - 三六町 - 戸畑区役所 - 浅生通り - 浅生市場前 - 戸畑駅

### 山路・猪倉線
七条地区（スピナラソリエ高見店前）と山路・猪倉を結ぶ系統。2022年9月23日ダイヤ改正で、それまで「河内 - 中畑線」として運行していた系統を再編。56番を分離し、スピナラソリエ高見店前 - 山路 - 猪倉の54番を「山路・猪倉線」として独立させた。また、同改正から使用車両を小型車に変更。当路線には三菱ふそう・ローザを使用するが、上重田線用の日野・ポンチョを使用することもある。
- 54
  - スピナラソリエ高見店前 - 七条 - 中畑 - 山路（さんじ） - 猪倉
    - 2015年10月1日の改正で、八幡駅発着は早朝の八幡駅行き1本のみとなり、残りは七条着・荒生田公園下発に短縮された。2016年3月26日の改正でスピナ高見店前（店舗リニューアル時にスピナラソリエ高見店前に改称）まで延長。
    - 八幡駅発着は2022年9月23日ダイヤ改正の路線再編により系統廃止となったが、スピナラソリエ高見店前でループしない便については、八幡駅まで回送し、次便運行まで待機する。（ループ便はスピナラソリエ高見店前到着後、すぐの折り返しとなる。）

### 上重田線
上述のダイヤ改正で、56番を「上重田線」として独立させた。また、同改正から使用車両を小型車に変更。当路線には日野・ポンチョを使用する。小型車は予備がないため、車両不足時は中型車（いすゞ・エルガミオ）で代走運行となる。
- 56
  - 上重田（かみじゅうた） - 大蔵 - 八幡東区役所下 - 中央三丁目 - イオンモール八幡東 - スペースワールド駅 - ジアウトレット北九州
  - 上重田 - 大蔵 - （←八幡東区役所下←） - 中央三丁目
    - 中央三丁目行きは朝のみ運転。
    - 2022年9月23日ダイヤ改正の路線再編から、日中時間帯の便がTHE OUTLET KITAKYUSHU(ジアウトレット北九州)へ延伸した。ただし朝・夕方の一部は引き続きイオンモール八幡東発着となっている。
    - ジアウトレット北九州発は朝・夕方の一部を除き、上重田到着後すぐの折り返しとなる。

### 臨時・その他

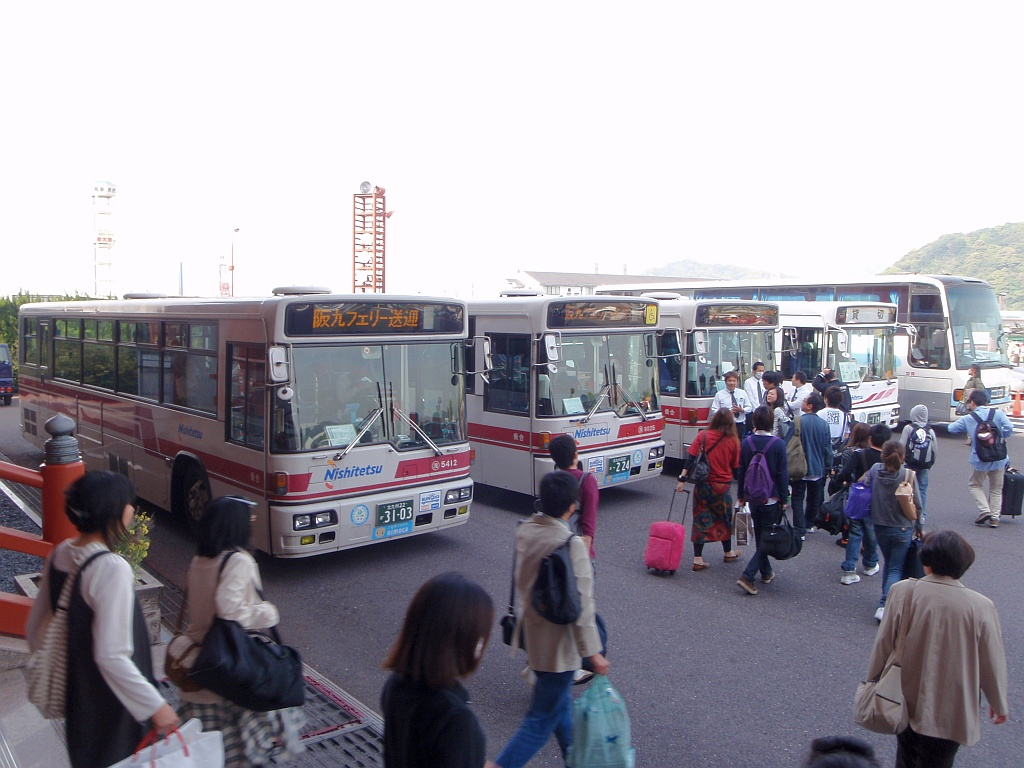
新門司港で発車を待つ阪九フェリー送迎バス

福岡方面イベント臨時バス
福岡市のPayPayドーム・マリンメッセ福岡などで試合・イベント・ライブなどが開催される際、開始・終了時刻に合わせた時刻で往復運行される。砂津始発・終着便を担当する（他の営業所が担当する場合や、他の営業所と共同運行となる場合もある）。一般的な経路は砂津 - 小倉駅 - 西鉄黒崎バスセンター - 引野口 - 九州自動車道 - 福岡市内各地（抜粋）。なお、運賃は福岡 - 北九州線より割高に設定されている。詳細は公式の臨時バス情報を参照されたい。
阪九フェリー送迎バス
阪九フェリーの利用者送迎のため運行しており、小倉駅新幹線口・門司駅前と新門司港の阪九フェリーのりばを結ぶ。

## 過去の運行路線

### 戸畑・小倉 - 北九州空港線
- 若松駅 - 戸畑駅 - 幸町 - 小倉駅バスセンター - 平和通 - 三萩野 - （篠崎南出入口 - 北九州高速1号線 - 長野出入口・小倉東インターチェンジ - 九州自動車道 - 北九州ジャンクション - 東九州自動車道 - 苅田北九州空港インターチェンジ） - 北九州空港
- 砂津バスセンター - 小倉駅バスセンター - 平和通 - 三萩野 - （同上） - 北九州空港

2010年度改正で小倉から戸畑・若松方面を廃止並びに三萩野 - 空港間の経路見直し（国道322号・中谷営業所経由に全面切り替え）。

### 小倉 - 北九州空港線
- 砂津 - 小倉駅バスセンター - 平和通り - 三萩野 - 片野駅 - 北方駅 - 競馬場前・北九州市立大学前 - 守恒駅 - 徳力公団前駅 - 徳力嵐山口駅 - 中谷（高速バス乗り場） - 北九州空港
- 砂津 - 小倉駅バスセンター - 小倉駅新幹線口（復路のみ）- 北九州空港（小倉 - 北九州空港間ノンストップ）
- 下関・門司港～北九州空港線
- 下関駅～唐戸～赤間神社前～下関IC～関門自動車道～門司港IC～門司港レトロ(郵便局前)～門司IC～九州自動車道～北九州JCT～東九州自動車道～苅田北九州空港IC～北九州空港
- 2019年10月27日のダイヤ改正で西鉄バス北九州・小倉自動車営業所単独1往復運用で一部運行経路変更し復活運行となった。
- 廃止前は東駅・宝蔵寺・高速畑・高速葛原に停車していたが再設定後は停車しない。
- サンデン交通は運行しない。
- 新型コロナウイルス感染拡大防止対策の為一時運休中だったが運行再開する事無く7月1日をもって実証事業終了となり運行終了すると西鉄バス北九州のホームページ西鉄バスっちゃ北九州で発表された。
- 2022年3月12日のダイヤ改正で西鉄バス北九州・北九州高速自動車営業所へ移管された。

### 小倉 (199) 戸畑線
- ■□99
  - 砂津 - 小倉駅バスセンター - 小倉駅前 - 小倉駅北口 - ゴルフウエスポ前 - 大橋通 - 若松区役所 - グリーンパーク（休日のみ運行）
- ■□199
  - 砂津 - 小倉駅バスセンター - 小倉駅前 - 小倉駅北口 - <都市高速> - 大橋通 - 若松区役所 - グリーンパーク（休日のみ運行）

砂津 - 中央卸売市場・グリーンパーク間を国道199号経由で結ぶ路線（199番系統は都市高速経由）。2008年3月23日までは浅野営業所持ちであった。

### 黒崎・戸畑 - 砂津線
- ■□ 70
  - 砂津 - 小倉駅入口 - 魚町 - 西小倉駅前 - 大門 - 小倉高校下 - 中井口 - 三六 - 幸町 - 大橋通り - 中川町 - 若松高校前 - 向洋中学校前

2007年に運行開始。先述の199番系統の若松区内の大橋通 - 向洋中学校前に乗り入れていたが、先述の通り2017年3月24日を以って廃止。

### 黒原 - 戸畑線
- ■■ 27
  - サンリブシティ小倉 - 安部山入口 -霧丘三丁目－黒原一丁目－明和町－砂津－小倉駅バスセンター－平和通り－北九州市役所前－小倉北区役所前
  - 舞ヶ丘団地－下横代－農事センター前－湯川中学校前－サンリブシティ小倉－湯川中学校前－湯川新町三丁目－安部山入口－霧丘三丁目－黒原一丁目－明和町－砂津－小倉駅バスセンター－平和通り－北九州市役所前－小倉北区役所前

2021年7月31日改正で廃止。
- ■■ 28
  - 金田一丁目 → 南小倉駅前 → 一枝入口 → 明治学園前 → 戸畑区役所 → 浅生通り → 浅生市場前 → 戸畑駅 → 幸町 → 八幡製鉄所総合センター
  - 金田陸橋西 ← 一枝入口 ← 明治学園前 ← 戸畑区役所 ← 浅生通り ← 浅生市場前 ← 戸畑駅 ← 幸町 ← 八幡製鉄所総合センター

2016年7月のダイヤ改正限りで廃止。

### 八幡東ニュータウン線
西鉄北九州線廃止に伴う代替バスを発祥とする路線である。
- ■□76
  - 砂津バスセンター - 小倉駅入口 - 魚町 - ソレイユホール・ムーブ前 - 金田 - 到津の森公園前 - 上到津 - 七条 - 槻田橋 - 八幡高校前 - 八幡東ニュータウン第一

- ■□79
  - 砂津バスセンター - 小倉駅入口 - 魚町 - ソレイユホール・ムーブ前 - 金田 - 到津の森公園前 - 北九州パレス前 - 上到津 - 七条 - 中央三丁目 - イオンモール八幡東 - スペースワールド（金田止め、ソレイユホール・ムーブ前始発便あり）

### 黒崎・戸畑 - 砂津線
- ■□ 97
  - 砂津 - 小倉駅入口 - 魚町 - 西小倉駅前 - 大門 - 小倉高校下 - 中井口 - 三六 - 幸町 - 浅生通り - 沖台通り - 枝光 - 中央三丁目 - 中央二丁目 - （←八幡東消防署前←） - 帆柱二丁目 - 祇園三丁目 - 久喜町 - 熊手四ツ角 - 西鉄黒崎バスセンター

2016年3月25日限りで廃止[6]。

### 河内 - 中畑線
2022年3月12日ダイヤ改正で青葉営業所が閉鎖に伴い、小倉営業所に移管。同年9月23日ダイヤ改正で54番が山路・猪倉線として、56番が上重田線としてそれぞれ独立した。河内 - 中畑線として運行していた時期は中型車が使用されていた。
- ■□ 54
  - スピナラソリエ高見店前 - 七条 - 中畑 - 山路（さんじ）
  - 山路→中畑→七条→荒生田公園下→大蔵→八幡東区役所下→中央二丁目→春の町→八幡駅

七条地区（スピナラソリエ高見店前）と山路を結ぶ系統。2015年10月1日の改正で、八幡駅発着は早朝の八幡駅行き1本のみとなり、残りは七条着・荒生田公園下発に短縮された。2016年3月26日の改正でスピナ高見店前（店舗リニューアル時にスピナラソリエ高見店前に改称）まで延長。
- ■□ 56
  - 八幡駅 - 春の町 - 中央二丁目 - 八幡東区役所下 - 大蔵 - 上重田（かみじゅうた）
  - 上重田 - 大蔵 - 八幡東区役所下 - 中央三丁目 - イオンモール八幡東
  - 上重田 - 大蔵 - （←八幡東区役所下←） - 中央三丁目

中央三丁目行きは2015年10月1日の改正より日中にも運転されるようになったが、のちに朝のみの運行となる。イオンモール八幡東発着は日中を中心に毎時1本運転。

### 小倉（中原）戸畑線
- ■■ 5(製鉄飛幡門 - 戸畑区役所←魚町) / 92(新池→小倉駅入口 - 大谷池)
  - （現行路線 大谷池 - ) - 戸畑駅 - 製鉄飛幡門
    - 上記区間のみ、2023年1月28日ダイヤ改正で廃止。

### 槻田線
- □■ 43
  - 小倉駅バスセンター - 平和通り - 三萩野 - 木町 - 南小倉駅前 - 歯大前 - 到津の森公園前 - 槻田 - 七条 - 荒生田公園下 - 大蔵 - 中央二丁目 - 八幡駅
    - 2020年3月14日ダイヤ改正で平日朝を除き、八幡駅からスピナラソリエ高見店前に短縮され、2023年10月1日ダイヤ改正で八幡駅発着は廃止された。

### 「皿倉山夜景」バス
- 臨時
  - 砂津（→小倉駅バスセンター/小倉駅新幹線口←）（小倉駅北）（都市高速） - 高速皿倉山ケーブル - （都市高速）（黒崎） - 黒崎インター引野口
  - 北九州市の観光庁の補助事業を活用した実証運行路線で、当初は2021年12月17日から2022年2月28日までの運行予定だったが、新型コロナウイルス感染拡大の影響により、同年2月4日をもって運行終了となった。使用車両は一般路線バスであった。小倉駅の乗降取扱が、皿倉山・引野口行きは乗車のみ、小倉駅・砂津行きは降車のみとなる。皿倉山ケーブルカーが運休の場合、このバスも運休となる。(毎週火曜と大晦日・元旦は運休)

### 北九州 - 別府・大分線（ゆのくに号）
- 砂津 - 小倉駅前 - 三萩野 - 競馬場前・北九州市立大学前 - 守恒駅 - 徳力公団前駅 - 中谷（高速バス乗り場） - 行橋今川 - 高速別府湾・APU - 鉄輪口 - 別府北浜 - 中央通り[8] - 大分新川

2015年3月7日運行開始。亀の井バス・大分バス・大分交通との共同運行で、小倉と大分の間を東九州自動車道を経由して結ぶ。
なお、同区間は2010年6月 - 2011年9月の間にも運行されていた。当時は高速道路の未開通区間も多く一般道を経由する区間が長かった。（当時は大分バスを除く3社共同運行）
「ゆのくに号」としては2015年3月7日に4社共同運行にて運行開始したが、乗客の伸び悩みや深刻な乗務員不足も影響し、2018年3月末日を以って大分側3社は運行撤退。当社の単独運行体制以降は運賃の値下げや停留所の見直しなどの努力により一時期は利用率増加へと転じたが、2020年に発生した新型コロナウイルスの世界的感染拡大の影響を受け再び利用率は減少へと転じ、大減便ののち運休・運行再開を繰り返し、2022年2月に3度目の運休ののち運行再開しないまま同年5月1日を以って運行休止し、2023年3月31日を以って路線を廃止した。
詳細は北九州 - 別府・大分線を参照。

## 車両
一般路線車
大型車は日産ディーゼル・UDトラックス（UA452型・RA274型）の西工B型、いすゞエルガ（LV290型）の純正車体を配置。かつては日野・ブルーリボンシティ ハイブリッドバス1台といすゞエルガノンステップバス（LV234型）も配置され、小倉 - 黒崎・折尾線や鞘ヶ谷 - 大谷池線で運用されていたが、いずれも転出した。2022年には既存のディーゼルバスを改造してモーターとバッテリーを搭載した「レトロフィット電気バス」（RA274型の改造。車番9725）を導入し、同年6月27日より運行を開始。小倉 - 黒崎・折尾線で運用されている。
中型車はいすゞエルガミオ（LR290型）のワンステップ車が配置されている。小倉営業所の中型車は基本的に八幡東ニュータウン線で運行していたが、79番の廃止と青葉営業所への運用移管に伴い八幡営業所・香月営業所へ転出。その後予備車となっていたが、2019年3月に91番の運用減で弥生が丘営業所へ転出し、一時的に配置が無くなる。2022年3月には河内～中畑線の運用移管として青葉営業所からいすゞエルガミオが再び小倉営業所に配置された。2022年9月23日ダイヤ改正で山路・猪倉線と上重田線（いずれも旧：河内 - 中畑線）運行のため、日野・ポンチョを2台配置、北九西鉄タクシーから三菱ふそう・ローザが2台転入した。
高速路線車
日産ディーゼル（西工B型、西工E－Ⅲ、UDトラックスへの社名変更後の導入はなし））、日野セレガ（ジェイバス）の配置。日産ディーゼル西工B型9417・9959号車は阪九フェリー送迎やPayPayドーム・マリンメッセ臨時に使用され、日野セレガ（7611・7612号車）と日産ディーゼルE－Ⅲ車（5982号車）は北九州－別府・大分線専用車として過去に「ひのくに号」で使われていた車両を西鉄本体・福岡高速自動車営業所（西鉄高速バス（現:西日本鉄道）より転入。北九州空港エアポートバスに使用しているいすゞガーラ、三菱ふそう、日産ディーゼル西工B型車（9627・9628号車）は2022年3月12日に北九州高速営業所への運用移管に伴い転出した。また、同年5月1日の北九州－別府・大分線休止に伴い、これまで使われていた車両は西鉄本体・福岡高速自動車営業所に転出し、再び「ひのくに号」として使用されている。
連節バス

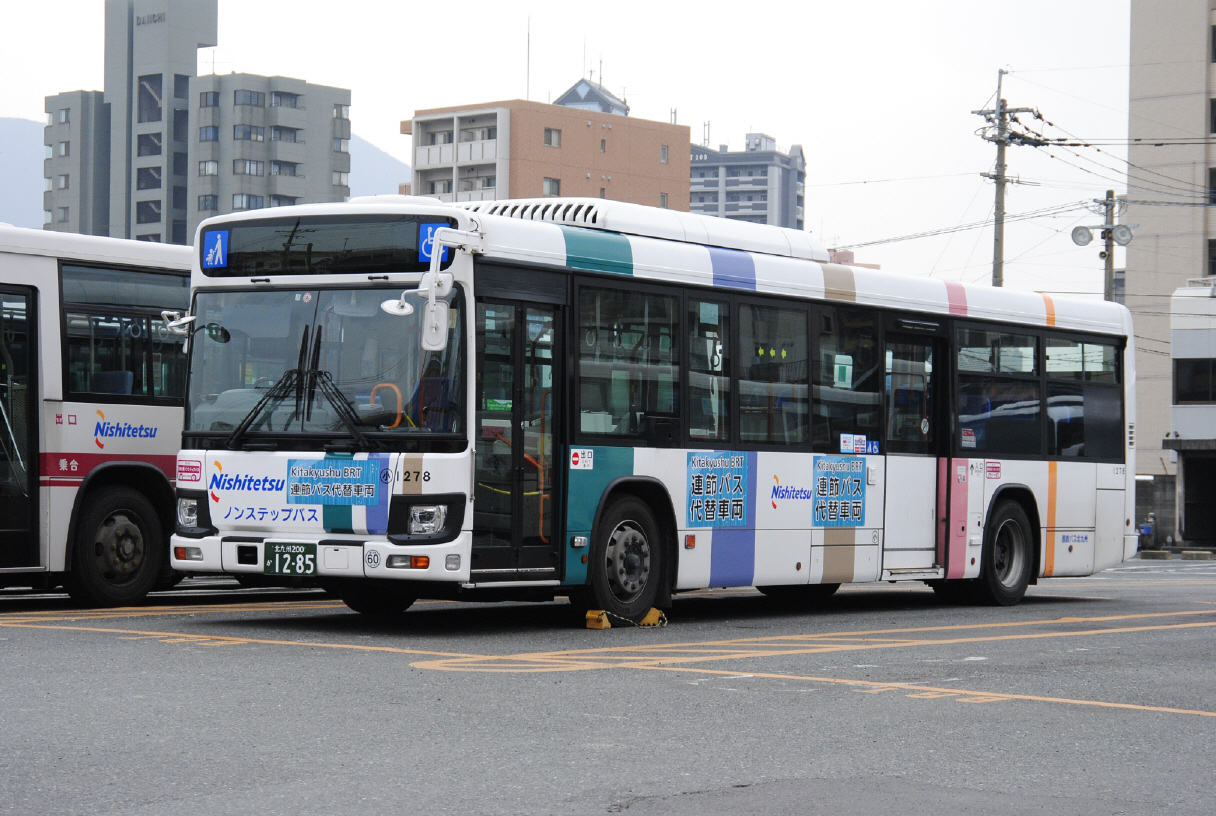
連節バス代替時の一般車

2019年の運行開始に伴い、メルセデス・ベンツ・シターロGを導入。
貸切車
日産ディーゼル（西工C型）が1台のみ配属。
特定運輸向け
　2011年9月、北九州市営バスより養護スクールバスを受託。